# Andraševa vila
Andraševa vila, građevina u Zvorniku.

## Povijest
Podignuta u austro-ugarsko vrijeme prema projektu stolara i građevinskog poduzetnika Slovenca Andrije Skibara Andraša. Podigao ju je za svoje potrebe i u njoj je živio sa suprugom.
Gradnja je dovršena 1913. godine. Vila u naselju Fetinji odnosno Kanare nazvana je po Andrašu. U svoje vrijeme bila je najljepša zgrada u Zvorniku. Dominirala je gradom svojim izgledom, ljepotom i lokacijom i privlačila poglede. Vlasnik je bio na glasu kao dostojanstveni gospodin bečkih manira i elegancije. Stara bolnica, kuća Bele Fischera i Andraševa vila bile su neslužbeni simboli Zvornika. Andraš i supruga nisu imali djece i umrli su 50-ih godina 20. stoljeća. Kako nije imala stanara, niti se itko skrbio za zgradu, propadala je. Kad je propao krov kiša je nesmiljeno izjedala unutrašnjost. Zatim su ljudi iz nje sve uzimali kako je tko što stigao te je od zgrade ostala samo ljuska. Danas je zgrada olupina u koju se baca smeće i ruglo je grada.

## Osobine
Slovenac Skibar ju je podigao u alpskom stilu, kao u rodnom kraju.
Podignuta je na kamenoj padini. Temelji na istočnom pročelju duboki su šest metara. Naknadno je postavljen na teren, zbog čega svaki kat ima ulaz s ulice. U enterijeru su izvedeni zanimljivi detalji stolarije i bravarije. Vila je imala dobre vizure prema središtu Zvornika. Vila je danas u potpunosti u devastiranom stanju. Imovinsko-pravni odnosi nisu riješeni zbog čega je otežano poduzeti ikakve mjere restauracije, jer se ne može doći do onih koji su ju kupili nakon smrti prvog vlasnika, u njoj živjeli i imali stanove.